# PhilPapers
PhilPapers（フィルペーパーズ）は、哲学者デイヴィッド・チャーマーズが管理する、哲学分野全般を対象とした文献データベース。2009年10月現在、オンライン文献・オフライン文献あわせて約180,000点の文献情報が収録されている。哲学分野の文献データベースとして世界最大。

## 歴史
PhilPapersは、チャーマーズが学生だったころから集め始めた、論文リストにその起源を持つ。リストは徐々に長さを増していき、チャーマーズのホームページで『心の哲学に関する注釈付き文献リスト』（Contemporary Philosophy of Mind: An Annotated Bibliography）として公開された。2005年10月に更新がストップするまで、8142件の文献情報が集められた。すでに更新は行われていないが、今も当時の状態のままサイトが公開されている（http://consc.net/biblio/ ）。
2007年10月、チャーマーズの研究室に在籍していた博士課程の学生 David Bourget の協力を得て検索機能やカテゴリ機能が大幅に改良された。サイト名は MindPapers（マインド・ペーパーズ）と変更された。MindPapers では心の哲学と関連する文献約1万8000点の情報が集められた。またユーザー参加型のシステムを採用し、利用者の一部が文献の登録作業を行えるようになった。この後、2009年1月にPhilPapersを立ち上げるまで1年3ヶ月、MindPapersは心の哲学に関する網羅的な文献リストとして広く利用された。現在更新は行われていないが、今も当時の状態のままページが公開されている（http://consc.net/mindpapers ）。
MindPapersは哲学者たちの間でそれなりに評判になったが、取り扱い分野が心の哲学のみ、という弱点があった。2009年1月、サイトをリニューアルし、取り扱い分野を哲学全般へと広げ、インターフェースはより高機能なものへと改良された。サイト名は PhilPapers （フィルペーパーズ）と変更された（http://philpapers.org/ ）。PhilPapers は MindPapers からそのコンテンツを引き継ぎつつ、さらに哲学系出版社やアメリカ国会図書館、またPhilSci ArchiveやEpistemeLinksなどの哲学系サイトの協力を得て、多数の新たな文献データを追加し登録データ件数を18万件にまで増加させた。文献データの登録・編集は現在も継続して行われており、new papers のページで新たに追加された文献情報を見ることが出来る。2009年10月現在、一週間におよそ200-300件のペースで文献データが追加されている。

## 無料の論文だけを探す方法
PhilPapers は『ネット上で無料で読める文献』だけを対象に検索を行うオプションを持つ。やり方はページ右側にある "Restrictions" （絞り込み）という枠の中の "open access only"（オープンアクセスだけ）というチェックボックスをONにするだけでよい。これにより検索結果には『ネット上で無料で読める文献』だけが返されるようになる。